# Cladonia
Cladonia P. Browne (chrobotek) – rodzaj grzybów należący do rodziny chrobotkowatych (Cladoniaceae). Ze względu na symbiozę  z glonami zaliczany jest także do grupy porostów. Z reguły tworzą partnerstwo z zielenicami z rodzaju Asterochloris, ale zarejestrowano także wiązanie się z bardziej odpornymi na zanieczyszczenia przedstawicielami rodzaju Trebouxia w przypadku grzybów zasiedlających tereny poprzemysłowe.

## Systematyka i nazewnictwo
Pozycja w klasyfikacji według Index Fungorum: Cladoniaceae, Lecanorales, Lecanoromycetidae, Lecanoromycetes, Pezizomycotina, Ascomycota, Fungi.
Synonimy naukowe: Biscladinomyces Cif. & Tomas., 
Biseucladoniomyces Cif. & Tomas., 
Capitularia Flörke, 
Cenomyce Ach., in Luyken, 
Cenomyces Ach., 
Cenomyces subdiv. 
Cladina (Nyl.) Nyl., 
Cladinomyces Cif. & Tomas., 
Cladona Adans., 
Cladonia subgen. Cladina Nyl., 
Cladoniomyces E.A. Thomas ex Cif. & Tomas., 
Eucladoniomyces Cif. & Tomas., 
Helopodium Ach. ex Michx., 
Phyllocarpos Poir., 
Pyxidium Hill, 
Schasmaria (Ach.) Gray, 
Scyphiphorus Vent., 
Scyphophorus Ach. ex Michx., 
Scyphorus Raf.
Nazwa polska według Krytycznej listy porostów i grzybów naporostowych Polski. 

## Niektóre gatunki
Wykaz gatunków (nazwy naukowe) na podstawie Index Fungorum. Obejmuje on tylko gatunki zweryfikowane o potwierdzonym statusie. Nazwy polskie według checklist (kliknięcie na znacznik w nagłówku tabeli powoduje sortowanie alfabetyczne danej kolumny):
| Nazwa systematyczna                                | Nazwa polska                |
| -------------------------------------------------- | --------------------------- |
| Cladonia acervata S. Hammer                        |                             |
| Cladonia acuminata (Ach.) Norrl.                   | chrobotek wątły             |
| Cladonia adspersa Mont. & Bosch                    |                             |
| Cladonia alpina (Asahina) Yoshim.                  |                             |
| Cladonia amaurocraea (Flörke) Schaer.              | chrobotek strunowy          |
| Cladonia angustata Nyl.                            |                             |
| Cladonia arbuscula (Wallr.) Flot.                  | chrobotek leśny             |
| Cladonia archeri S. Stenroos                       |                             |
| Cladonia asahinae J.W. Thomson                     |                             |
| Cladonia attacta S. Hammer                         |                             |
| Cladonia azorica Ahti                              |                             |
| Cladonia bacillaris (Ach.) Nyl.                    |                             |
| Cladonia bellidiflora (Ach.) Schaer.               | chrobotek strojny           |
| Cladonia bimberiensis A.W. Archer                  |                             |
| Cladonia borbonica Nyl.                            |                             |
| Cladonia borealis S. Stenroos                      | chrobotek północny          |
| Cladonia botrytes (K.G. Hagen) Willd.              | chrobotek gronkowaty        |
| Cladonia brevis (Sandst.) Sandst.                  | chrobotek karłowaty         |
| Cladonia caespiticia (Pers.) Flörke                | chrobotek darenkowaty       |
| Cladonia callosa Delise ex Harm.                   |                             |
| Cladonia calyciformis Nuno                         |                             |
| Cladonia capitellata (Hook. f. & Taylor) C. Bab.   |                             |
| Cladonia cariosa (Ach.) Spreng.                    | chrobotek próchniejący      |
| Cladonia carneola (Fr.) Fr.                        | chrobotek cielisty          |
| Cladonia celata A.W. Archer                        |                             |
| Cladonia cenotea (Ach.) Schaer.                    | chrobotek otwarty           |
| Cladonia cervicornis (Ach.) Flot.                  | chrobotek okółkowy          |
| Cladonia chlorophaea (Flörke ex Sommerf.) Spreng.  | chrobotek kieliszkowaty     |
| Cladonia ciliata Stirt.                            | chrobotek smukły            |
| Cladonia coccifera (L.) Willd.                     | chrobotek koralkowy         |
| Cladonia complanata S. Hammer                      |                             |
| Cladonia confusa R. Sant.                          |                             |
| Cladonia coniocraea (Flörke) Spreng.               | chrobotek szydlasty         |
| Cladonia conista Robbins ex A. Evans               |                             |
| Cladonia convoluta (Lamkey) Cout.                  | chrobotek listkowaty        |
| Cladonia corniculata Ahti & Kashiw.                |                             |
| Cladonia cornuta (L.) Hoffm.                       | chrobotek rożkowaty         |
| Cladonia corymbescens Nyl.                         |                             |
| Cladonia crispata (Ach.) Flot.                     | chrobotek kędzierzawy       |
| Cladonia cryptochlorophaea Asahina                 | chrobotek pseudokieliszkowy |
| Cladonia cucullata S. Hammer                       |                             |
| Cladonia cyanopora S. Hammer                       |                             |
| Cladonia cyathomorpha Stirt. ex Walt. Watson       |                             |
| Cladonia deformis (L.) Hoffm.                      | chrobotek niekształtny      |
| Cladonia digitata (L.) Hoffm.                      | chrobotek palczasty         |
| Cladonia diversa Asperges                          |                             |
| Cladonia ecmocyna Leight.                          | chrobotek wielki            |
| Cladonia enantia Nyl.                              |                             |
| Cladonia fimbriata (L.) Fr.                        | chrobotek strzępiasty       |
| Cladonia firma (Nyl.) Nyl.                         |                             |
| Cladonia floerkeana (Fr.) Flörke                   | chrobotek Floerkego         |
| Cladonia foliacea (Huds.) Willd.                   | chrobotek rosochaty         |
| Cladonia fruticulosa Kremp.                        |                             |
| Cladonia furcata (Huds.) Schrad.                   | chrobotek widlasty          |
| Cladonia fuscofunda S. Hammer                      |                             |
| Cladonia galindezii Øvstedal                       |                             |
| Cladonia glauca Flörke                             | chrobotek siwy              |
| Cladonia glebosa S. Hammer                         |                             |
| Cladonia gracilis (L.) Willd.                      | chrobotek wysmukły          |
| Cladonia grayi G. Merr. ex Sandst.                 | chrobotek Graya             |
| Cladonia homosekikaica Nuno                        |                             |
| Cladonia humilis (With.) J.R. Laundon              | chrobotek krępy             |
| Cladonia imbricata S. Hammer                       |                             |
| Cladonia incrassata Flörke                         | chrobotek zgrubiały         |
| Cladonia krempelhuberi (Vain.) Zahlbr.             |                             |
| Cladonia kuringaiensis A.W. Archer                 |                             |
| Cladonia luteoalba A. Wilson & Wheldon             |                             |
| Cladonia macilenta Hoffm.                          | chrobotek cienki            |
| Cladonia macrophylla (Schaer.) Stenh.              | chrobotek halny             |
| Cladonia maxima (Asahina) Ahti                     |                             |
| Cladonia mediterranea P.A. Duvign. & Abbayes       |                             |
| Cladonia merochlorophaea Asahina                   | chrobotek pozorny           |
| Cladonia metacorallifera Asahina                   |                             |
| Cladonia mitis Sandst.                             | chrobotek łagodny           |
| Cladonia monomorpha Aptroot, Sipman & Herk         | chrobotek niezmienny        |
| Cladonia murrayi W. Martin                         |                             |
| Cladonia neozelandica Vain.                        |                             |
| Cladonia norvegica Tønsberg & Holien               | chrobotek norweski          |
| Cladonia novochlorophaea (Sipman) Brodo & Ahti     | chrobotek pucharkowy        |
| Cladonia nudicaulis S. Hammer                      |                             |
| Cladonia ochrochlora Flörke                        | chrobotek rdzawy            |
| Cladonia paeminosa A.W. Archer                     |                             |
| Cladonia parasitica (Hoffm.) Hoffm.                | chrobotek delikatny         |
| Cladonia pertricosa Kremp.                         |                             |
| Cladonia peziziformis (With.) J.R. Laundon         | chrobotek czapeczkowaty     |
| Cladonia phyllophora Ehrh. ex Hoffm.               | chrobotek zwyrodniały       |
| Cladonia pleurota (Flörke) Schaer.                 | chrobotek mączysty          |
| Cladonia pocillum (Ach.) O.J. Rich.                | chrobotek rozetkowy         |
| Cladonia polydactyla (Flörke) Spreng.              | chrobotek wcinany           |
| Cladonia portentosa (Dufour) Coem.                 | chrobotek najeżony          |
| Cladonia praetermissa A.W. Archer                  |                             |
| Cladonia pyxidata (L.) Hoffm.                      | chrobotek kubkowaty         |
| Cladonia ramulosa (With.) J.R. Laundon             | chrobotek nieregularny      |
| Cladonia rangiferina (L.) Weber ex F.H. Wigg.      | chrobotek reniferowy        |
| Cladonia rangiformis Hoffm.                        | chrobotek kolczasty         |
| Cladonia rei Schaer.                               | chrobotek borowy            |
| Cladonia rigida (Hook. f. & Taylor) Hampe          |                             |
| Cladonia sarmentosa (Hook. f. & Taylor) C.W. Dodge |                             |
| Cladonia scabriuscula (Delise) Leight.             | chrobotek trocinowaty       |
| Cladonia southlandica W. Martin                    |                             |
| Cladonia squamosa (Scop.) Hoffm.                   | chrobotek łuskowaty         |
| Cladonia staufferi Abbayes                         |                             |
| Cladonia stellaris (Opiz) Pouzar & Vězda           | chrobotek alpejski          |
| Cladonia stereoclada Abbayes                       |                             |
| Cladonia strepsilis (Ach.) Vain.                   | chrobotek króciutki         |
| Cladonia stricta (Nyl.) Nyl.                       | chrobotek pięterkowy        |
| Cladonia stygia (Fr.) Ruoss                        | chrobotek czarniawy         |
| Cladonia subcariosa Nyl.                           | chrobotek popękany          |
| Cladonia subcervicornis (Vain.) Kernst.            | chrobotek jeleni            |
| Cladonia subpityrea Sandst.                        |                             |
| Cladonia subradiata (Vain.) Sandst.                |                             |
| Cladonia subsquamosa Kremp.                        |                             |
| Cladonia subsubulata Nyl.                          |                             |
| Cladonia subulata (L.) Weber ex F.H. Wigg.         | chrobotek rogokształtny     |
| Cladonia sulcata A.W. Archer                       |                             |
| Cladonia sulphurina (Michx.) Fr.                   | chrobotek rozdarty          |
| Cladonia symphycarpia (Flörke) Fr.                 | chrobotek węgierski         |
| Cladonia tasmanica Ahti                            |                             |
| Cladonia tenerrima (Ahti) S. Hammer                |                             |
| Cladonia tessellata Ahti & Kashiw.                 |                             |
| Cladonia trassii Ahti                              |                             |
| Cladonia turgida Ehrh. ex Hoffm.                   | chrobotek rozdęty           |
| Cladonia uncialis (L.) Weber ex F.H. Wigg.         | chrobotek gwiazdkowaty      |
| Cladonia ustulata (Hook. f. & Taylor) Leight.      |                             |
| Cladonia weymouthii F. Wilson ex A.W. Archer       |                             |
| Cladonia zopfii Vain.                              | chrobotek Zopfa             |